# Шакед, Аелет
Айе́лет Шаке́д   (ивр. איילת שקד‎, девичья фамилия — Бен Шауль; род. 7 мая 1976, Тель-Авив, Израиль) — израильский политик, депутат кнессета от партии «Ямина». Министр юстиции Израиля (2015—2019). Министр внутренних дел Израиля (2021—2022).

## Биография
Айелет Шакед родилась 7 мая в Тель-Авиве. Её мать — школьная учительница, отец — бухгалтер.
Проходила службу в Армии обороны Израиля в качестве инструктора по воспитательной работе («машакит хинух», מש"קית חינוך) в пехотной бригаде «Голани». Окончила Тель-Авивский университет со степенью бакалавра по электронике и компьютерным наукам.
Работала программистом, а затем менеджером по маркетингу в израильском отделении компании Texas Instruments.
В 2006 году занялась политической деятельностью, с 2006 по 2008 год руководила канцелярией Биньямина Нетаньяху, занимавшего тогда пост лидера оппозиции. В январе 2012 года была избрана в центральный комитет Ликуда, но уже в июне перешла в партию «Еврейский дом». В январе 2013 года избрана депутатом кнессета 19 созыва, а в марте 2015 — переизбрана в кнессет 20-го созыва. 14 мая 2015 года назначена министром юстиции Израиля. Входила в состав избирательного списка Ха-Ямин ха-Хадаш («Новые правые», הימין החדש) на выборах 2019 года. Блок не прошёл электоральный барьер.
На выборах 2021 года в составе партии «Ямина» прошла в Кнессет и вошла в правительство. После отставки вошла в совет директоров холдинга Kardan NV.

## Политические позиции
Занимает правые политические позиции. С 2011 года вела кампанию против нелегальной иммиграции из Африки в Израиль, критиковала общенациональное армейское радио «Галей Цахаль» за «левизну».

## Личная жизнь
Аелет Шакед замужем за пилотом ВВС Израиля, имеет двоих детей.